# Leia oliveirai
Leia oliveirai är en tvåvingeart som beskrevs av Lane 1959. Leia oliveirai ingår i släktet Leia och familjen svampmyggor. Inga underarter finns listade i Catalogue of Life.